# 刚果共和国总统
刚果共和国总统（法语：Présidents de la République du Congo）为刚果共和国的国家元首和政府首脑。

## 历史
刚果共和国原为法国殖民地，1960年8月15日脱离法国统治独立，富尔贝·尤卢（Fulbert Youlou）于同日在101响礼炮声中宣布就任刚果共和国独立后首任总统。
在尤卢任期的后期，由于政府政策激化了社会矛盾，人民不满情绪日增，1963年8月13日开始，在首都布拉柴维尔爆发了大规模示威游行活动，参与人数达到近万人。8月14日，尤卢宣布戒严令，派出大批宪兵、警察和军队对示威活动进行镇压，并请求法国派遣军队进行干涉。8月15日，两万余人冲破军警防线，包围总统府。许多军人倒戈，尤卢在国内被孤立，被迫辞职，宣布政权交由刚果国民军掌握。
此后在1963年12月经过公民投票通过了新宪法，选举出了新的国民议会，阿方斯·马桑巴-代巴（Alphonse Massemba-Débat）成为新一任总统。由于马桑巴-代巴总统奉行国有化、强调革命和平性、与西方国家保持良好关系等政策使左翼人士感到不满，马桑巴-代巴先后将政府内左翼人士罢官、解散议会、逮捕不同政见者，从而激化了矛盾。1968年7月31日，伞兵营长马里安·恩古瓦比（Marien Ngouabi）上尉发动军事政变，成立最高权力机构——全国革命委员会，掌握了国家政权。
1969年12月31日，刚果劳动党宣布成立，恩古瓦比出任党主席，改国名为刚果人民共和国，并宣布在本国建立一个马克思主义的科学社会主义的社会。
1977年3月18日，恩古瓦比遇刺身亡，由刚果国家人民军总参谋长诺阿基姆·雍比-奥庞戈（Jacques Yhombi-Opango）等11人组成刚果劳动党军事委员会，成为国家最高权力机构。后雍比成为国家领导人。
1979年2月初，刚果劳动党中央委员会召开会议，决定原军事委员会的全部权力交给党中央委员会，后任命德尼·萨苏-恩格索（Denis Sassou-Nguesso）为总统，雍比被迫辞职，在遭到军管后释放。
萨苏-恩格索在20世纪90年代初非洲民主化运动中放弃劳动党领导地位，实行多党制，在1992年的多党选举中，帕斯卡尔·利苏巴（Pascal Lissouba）领导的泛非社会民主联盟获得胜利，萨苏-恩格索流亡国外。不久，刚果（布）内战爆发，萨苏-恩格索在1997年再次当选总统，继续社会经济改革，并在2002年3月、2009年3月两次选举中胜出，获得连任，执政至今。

## 总统权力

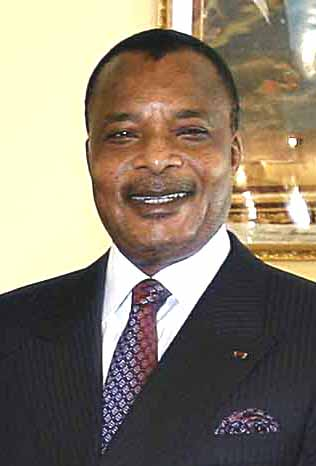
刚果共和国现任总统德尼·萨苏-恩格索。

### 1959年宪法规定的总统权力
1959年2月20日通过的《刚果共和国宪法》规定，该国施行总统制。共和国总统是国家元首兼政府首脑，由直接普选产生，每届任期5年，可连选连任，并可以兼任政府总理。
共和国总统负责领导国家政治，总揽行政权力，有权对政府官员进行任命和罢免，政府官员只向总统负责。总统可自由选择1名副总统协助其工作。
在总统职位空缺、总统剩余任期不足1年时，副总统可代理总统职权。议会通过的法律须经总统颁布施行，总统可将法案退回议会进行重议，总统无需向议会负责。总统可通过公民投票直接征询民意。总统有权制定法令。总统有权任命武装部队总司令。在非常时期，总统有权根据形势需要采取任何措施。

### 1963年宪法规定的总统权力
1963年8月刚果共和国发生的群众示威演变为军事政变。9月11日，该国颁布临时宪法，建立“临时政府”，着手制定新宪法和策划新的国民议会选举。
11月，宪法草案公布，并在12月进行的公民投票中获得通过，成为该国历史上第二部宪法。
新宪法规定，总统由国民议会议员、全国革命委员会成员以及全国革命运动的各省、各县的委员会成员共同选出。总统的每次任期为5年。
总统有任免政府总理和各部部长的权力。如果在18个月内出现两次内阁危机，总统在同总理和议长协商后，有权解散议会。
1964年，刚果共和国通过本国的《单一政党法》，“刚果共和国全国革命运动”成为唯一合法政党，施行以党治国，党章具有超宪法的性质。
1968年7月末该国发生政治运动，阿方斯·马桑巴-代巴（Alphonse Massemba-Débat）被迫辞职， 阿尔弗雷德·拉乌尔（Alfred Raoul）成为政府的名义元首。此后颁布的“8月5日法令”和“8月14日基本法”确立了全国革命委员会在该国的最高领导地位。
1969年1月1日再次颁布的基本法又一次确立全国革命委员会主席为国家元首。

### 1969年宪法规定的总统权力
1969年12月31日，刚果劳动党成立，党代会制订了刚果共和国历史上的第三部宪法，即《1969年宪法》。
宪法规定，劳动党主席同时是共和国总统，由党的代表大会选举产生，任期5年。
国家委员会是共和国行政机关，由共和国总统、副总统、若干部长和国务秘书组成。副总统由中央委员会提名并任命，国务秘书由副总统提名，总统任命。国家委员会对总统负责，总统在征询党的意见后可以解除一些成员的职务。
总统可行使立法权，在劳动党政治局和国家委员会扩大会议上颁布法律文件。自此，刚果共和国实行马克思列宁主义制度。

### 1973年宪法规定的总统权力
1972年政变后，马里安·恩古瓦比（Marien Ngouabi）再次修改宪法，1973年7月12日通过了该国第四部宪法，即《1973年宪法》。
宪法规定共和国总统由选举产生，任期5年。总统根据劳动党中央委员会的决定任命和解除政府总理职务。总统同时是劳动党中央委员会主席、国家委员会主席，是政府军最高统帅，有权任命文职和军职官员。

### 1979年宪法规定的总统权力
1977年3月恩古瓦比遇刺身亡，诺阿基姆·雍比-奥庞戈（Jacques Yhombi-Opango）成立最高军事委员会，接管国家权力。
4月5日，军事委员会颁布法令，宣布废除《1973年宪法》，并颁布《刚果人民共和国基本法》，规定军事委员会主席既是唯一政党的领导人，又是国家的领导人，主席由军事委员会任命，行使国家元首职权。
军事委员会主席在国务活动各个领域中可行使立法权、行政管理权并参与政府组成，根据军事委员会的建议任命政府总理和各部部长。
1979年7月8日，全民投票通过了该国第五部宪法，即《1979年宪法》。
新宪法规定，刚果劳动党主席是当然的共和国总统、国家元首、部长会议主席，国家实行党政合一体制。
1984年修改宪法后，规定总统兼任政府首脑，领导协调总理工作，监督各部门工作。
1990年世界格局变化冲击刚果，12月6日该国通过宪法修正案，允许实行多党制。
宪法修正案规定，共和国总统的选举将在现任总统任期结束时进行。明确时任总统德尼·萨苏-恩格索（Denis Sassou-Nguesso）的任期至1994年7月。由于反对派强烈不满，6月10日召开全国协商会议，会上通过《基本法》，即过渡时期宪法。
基本法规定，总统是国家元首并象征国家。武装部队领导权交由政府总理负责，总统实际上成为挂名职务，只拥有国家元首的名义和部分对外荣誉职能。

### 1992年宪法规定的总统权力
1992年，刚果共和国第六部宪法获得通过。
宪法规定，国家政体为半总统半议会制，共和国总统由直接普选产生，是国家元首和军队最高统帅，可监督宪法的执行和行政机关的正常运转。
总统有权任命或解除由议会多数派产生的总理和内阁成员，负责组织内阁会议。在征询总理和国民议会议长意见后，总统可解散国民议会。

### 1997年宪法规定的总统权力
1992年新政府成立不足2个月便发生政府危机，并逐步升级，与反对派的冲突延续到1995年。后双方在1996年5月宣布将于1997年7月举行新一届总统选举。但冲突时有发生，最终导致1997年内战爆发。战后萨苏再次出任总统，并废除1992年宪法，颁布刚果共和国历史上第七部宪法——《刚果共和国过渡期基本法》。
基本法规定，共和国总统是国家元首、内阁会议主席、政府首脑和武装力量最高统帅。总统负责制定国家总政策，任命内阁成员和武装力量负责人。总统有权召集议会例行会议和特别会议。

### 2002年宪法规定的总统权力
1998年1月，泛非社会民主联盟等政治派别召开“全国和解、团结、民主和重建论坛”， 全面否定帕斯卡尔·利苏巴（Pascal Lissouba）政权，决定国家政体为总统制，总统任期延长至7年。
11月成立宪法委员会，草拟新宪法。新宪法草案于2000年11月5日通过，2002年1月20日举行全民公决投票。宪法草案在投票中获得通过，成为该国历史上第八部宪法。
新宪法规定，刚果共和国实行总统制，总统任期7年，可连任1次。总统无权解散议会，议会也无权弹劾总统。总统与议会议员共同拥有立法创议权。总统兼任政府首脑和军队最高统帅，主持部长会议，任免部长。部长只对总统负责。

## 历任刚果共和国国家元首列表
（列表中不同的背景颜色表示在任者所属不同的政治派别或身份）
| 序号                                             | 姓名 | 在任时间                      | 称谓                           | 所属党派         | 备注                                       |
| ------------------------------------------------ | --- | ----------------------------- | ------------------------------ | ---------------- | ------------------------------------------ |
| 刚果共和国时期（1960年8月15日-1970年1月3日）     | |                               |                                |                  |                                            |
| 1                                                | 富尔贝·尤卢 （Fulbert Youlou） | 1960年8月15日 -1963年8月15日  | 总统                           | 保卫非洲民主联盟 |                                            |
| 2                                                | 戴维·穆萨卡 （David Moussaka） 菲利克斯·穆扎巴卡尼 （Félix Mouzabakani） | 1963年8月15日 -1963年8月16日  | 临时政府负责人                 | 军人             | 两人共同掌权                               |
| —                                                | — | 1963年8月16日                 | —                              | —                | 职务空缺                                   |
| 3                                                | 阿方斯·马桑巴-代巴 （Alphonse Massemba-Débat） | 1963年8月16日 -1963年12月19日 | 全国革命委员会主席             | 全国革命运动     |                                            |
| 4                                                | 阿方斯·马桑巴-代巴 （Alphonse Massemba-Débat） | 1963年12月19日 -1968年8月2日  | 总统                           | 全国革命运动     | 被废黜                                     |
| 5                                                | 奥古斯丁·普瓦涅 （Augustin Poignet） | 1968年8月3日 -1968年8月4日    | 代总统                         | 无党派           | 代理马桑巴总统职务                         |
| 6                                                | 阿方斯·马桑巴-代巴 （Alphonse Massemba-Débat） | 1968年8月4日 -1968年9月4日    | 总统                           | 全国革命运动     | 1977年3月执行，恢复总统职务                |
| 7                                                | 马里安·恩古瓦比 （Marien Ngouabi） | 1968年9月4日 -1968年9月5日    | 全国革命委员会主席             | 军人             | 首次出任                                   |
| 8                                                | 阿尔弗雷德·拉乌尔 （Alfred Raoul） | 1968年9月5日 -1969年1月1日    | 代理国家元首                   | 军人             |                                            |
| 9                                                | 马里安·恩古瓦比 （Marien Ngouabi） | 1969年1月1日 -1970年1月3日    | 国家元首                       | 军人/刚果劳动党  | 第二次出任                                 |
| 刚果人民共和国时期（1970年1月3日-1992年8月31日） | |                               |                                |                  |                                            |
| 10                                               | 马里安·恩古瓦比 （Marien Ngouabi） | 1970年1月3日 -1977年3月18日   | 国家元首                       | 军人/刚果劳动党  | 改国家名为刚果人民共和国，任内遇刺身亡     |
| 11                                               | 诺阿基姆·雍比-奥庞戈 （Jacques Yhombi-Opango） 德尼·萨苏-恩格索 （Denis Sassou-Nguesso） 路易·西尔万·戈马 （Louis Sylvain Goma） 让·米歇尔·埃巴卡 （Jean-Michel Ebaka） 雷蒙·达玛斯·恩戈洛 （Raymond Damase Ngollo） 马丁·姆比亚 （Martin Mbia） 帕斯卡尔·比马 （Pascal Bima） 尼古拉·奥孔戈 （Nicolas Okongo） 弗朗索瓦·格扎维埃·卡塔利 （François Xavier Katali） 弗洛朗·齐巴 （Florent Tsiba） 皮埃尔·安加 （Pierre Anga） | 1977年3月18日 -1977年4月3日   | 委员                           | 军人/刚果劳动党  | 由11人组成的刚果劳动党军事委员会执政       |
| 12                                               | 诺阿基姆·雍比-奥庞戈 （Jacques Yhombi-Opango） | 1977年4月3日 -1979年2月5日    | 国家元首                       | 军人/刚果劳动党  |                                            |
| 13                                               | 让-皮埃尔·蒂斯泰尔·奇卡亚 （Jean-Pierre Thystère Tchicaya） | 1979年2月5日 -1979年2月8日    | 刚果劳动党中央委员会主席团主席 | 刚果劳动党       |                                            |
| 14                                               | 德尼·萨苏-恩格索 （Denis Sassou-Nguesso） | 1979年2月8日 -1979年8月14日   | 国家元首                       | 刚果劳动党       |                                            |
| 15                                               | 德尼·萨苏-恩格索 （Denis Sassou-Nguesso） | 1979年8月14日 -1992年8月31日  | 总统                           | 刚果劳动党       |                                            |
| 复改国名为刚果共和国（1992年8月31日至今）        | |                               |                                |                  |                                            |
| 16                                               | 帕斯卡尔·利苏巴 （Pascal Lissouba） | 1992年8月31日 -1997年10月15日 | 总统                           | 泛非社会民主联盟 |                                            |
| 17                                               | 德尼·萨苏-恩格索 （Denis Sassou-Nguesso） | 1997年10月25日 -在任          | 总统                           | 刚果劳动党       | 现任总统，2002年3月、2009年3月两次获得连任 |